# Keegan-Michael Key
Keegan-Michael Key (ur. 22 marca 1971 w Southfield) – amerykański aktor, komik, scenarzysta i producent filmowy. Laureat Emmy.

## Życiorys
Urodził się w Southfield w stanie Michigan, a wychował w Detroit. Był adoptowanym dzieckiem Patricii Walsh i Michaela Keya, pracowników socjalnych. W 1989 roku ukończył Shrine Catholic High School w Royal Oak, a następnie University of Detroit Mercy oraz uzyskał dyplom wydziału aktorskiego w Pennsylvania State University.
Pierwsza poważną rolę zagrał w serialu Comedy Central, Key & Peele (wraz z Jordanem Peelem) oraz w serialu USA Network comedy pt. Playing House. Przez sześć sezonów występował w MADtv i gościnnie w Whose Line Is It Anyway?. W 2014 roku otrzymał angaż do pierwszego sezonu serialu FX Fargo i ostatniego sezonu Parks and Recreation. W 2015 roku Key pojawił się na Kolacji korespondentów Białego Domu. W 2016 roku wyprodukował film Keanu, w którym również zagrał.

## Filmografia

### Film
| Rok  | Tytuł                           | Role                                 |
| ---- | ------------------------------- | ------------------------------------ |
| 1999 | Get the Hell Out of Hamtown     | J                                    |
| 2000 | Garage: A Rock Saga             | TV Studio Manager                    |
| 2003 | Wujek Nino                      | Nieznajomy z lotniska                |
| 2004 | Pan 3000                        | Reporter                             |
| 2006 | Alleyball                       | Curt Braunschweib                    |
| 2006 | Grounds Zero                    | Arch                                 |
| 2007 | Sucker For Shelley              | Michael                              |
| 2008 | Yoga Matt                       | Matt                                 |
| 2008 | Role Models                     | Duane                                |
| 2008 | Land of Arabia                  | Dwayne                               |
| 2010 | Welcome to the Jungle Gym       | Mike McKenzie                        |
| 2010 | Zanim odejdą wody               | Nowy ojciec                          |
| 2011 | Żona na niby                    | Ernesto                              |
| 2011 | Bucky Larson: Urodzony gwiazdor | Człowiek z Księgi Rekordów Guinnessa |
| 2012 | Raj na Ziemi                    | Marcys Flunkie                       |
| 2013 | Dziecko z piekła rodem          | F'Resnel                             |
| 2013 | Popołudniowa igraszka           | Bo                                   |
| 2014 | Lego: Przygoda                  | brygadzista Jim (głos)               |
| 2014 | Teacher of the Year             | Ronald Douche                        |
| 2014 | Udając gliniarzy                | Pupa                                 |
| 2014 | Szefowie wrogowie 2             | Mike                                 |
| 2015 | Pitch Perfect 2                 | Szef Beca'y                          |
| 2015 | Welcome to Happiness            | Proctor                              |
| 2015 | Kraina jutra                    | Hugo Gernsback                       |
| 2015 | W nowym zwierciadle: Wakacje    | Jack Peterson                        |
| 2015 | Hotel Transylwania 2            | Mumia Murray (głos)                  |
| 2015 | Wybryk natury                   | pan Keller                           |
| 2016 | Keanu                           | Clarence/Smoke Dresden               |
| 2016 | Angry Birds Film                | sędzia Peckinpah (głos)              |
| 2016 | Don't Think Twice               | Jack                                 |
| 2016 | Bociany                         | Wilk Alpha (głos)                    |
| 2016 | Dlaczego on?                    | Gustav                               |
| 2017 | Gra o wszystko                  | Gene                                 |
| 2017 | The Star                        | Gołąb Dave (głos)                    |
| 2018 | Predator                        | Coyle                                |
| 2019 | Król lew                        | Kamari (głos)                        |